# Ulrick Eneme-Ella
Ulrick Brad Eneme-Ella (* 22. Mai 2001 in Sens) ist ein französisch-gabunischer Fußballspieler.

## Karriere

### Verein
Eneme-Ella begann mit dem Fußballspielen in der Jugend des französischen Vereins FC Sens. Im Sommer 2015 ging er dann in den Nachwuchs der AJ Auxerre. Zur Saison 2017/18 wechselte er nach Österreich in die Akademie des FC Red Bull Salzburg. Seine Spielberechtigung erhielt der Franzose allerdings erst im April 2018, wodurch er einen Großteil der Spielzeit 2017/18 verpasste. Im Januar 2019 rückte er in den Kader des zweitklassigen Farmteams der Salzburger, FC Liefering. Für dieses kam er in der Saison 2018/19 allerdings nicht zum Einsatz, er spielte ausschließlich für die U-18 in der Akademie. Mit der Mannschaft wurde er österreichischer Meister dieser Altersklasse.
Zur Saison 2019/20 wechselte Eneme-Ella zurück nach Frankreich zum Erstligisten SC Amiens. In der COVID-bedingt abgebrochenen Saison 2019/20 kam er aber nur für die fünftklassige Reserve von Amiens zum Einsatz, mit den Profis stieg er aus der Ligue 1 ab. Im September 2020 wechselte der Stürmer nach England zur U-23 von Brighton & Hove Albion. Dort absolvierte er 18 Partien in der Premier League 2, bevor er sich im Sommer 2022 dem französischen Erstligisten SCO Angers anschloss. Auch dort kam er bisher nur in dessen Reservemannschaft zum Einsatz und wurde im November 2024 weiter an den Drittligisten Paris 13 Atletico verliehen.

### Nationalmannschaft
Von 2017 bis 2019 absolvierte Eneme-Ella insgesamt 42 Partien für diverse französische Jugendauswahlen und erzielte dabei acht Treffer. 
Mit der U-23 von Gabun nahm er im Sommer 2023 am U-23-Afrika-Cup in Marokko teil und kam beim Vorrundenaus in allen drei Spielen zum Einsatz. Am 16. November 2021 debütierte er dann auch für dessen A-Nationalmannschaft in der WM-Qualifikation gegen Ägypten. Bei der 1:2-Niederlage in Borg El Arab wurde er in der 84. Minute für Jim Allevinah gewechselt. Insgesamt bestritt er vier Länderspiele für Gabun, einen Treffer gelang ihm dabei nicht.